# BMPT

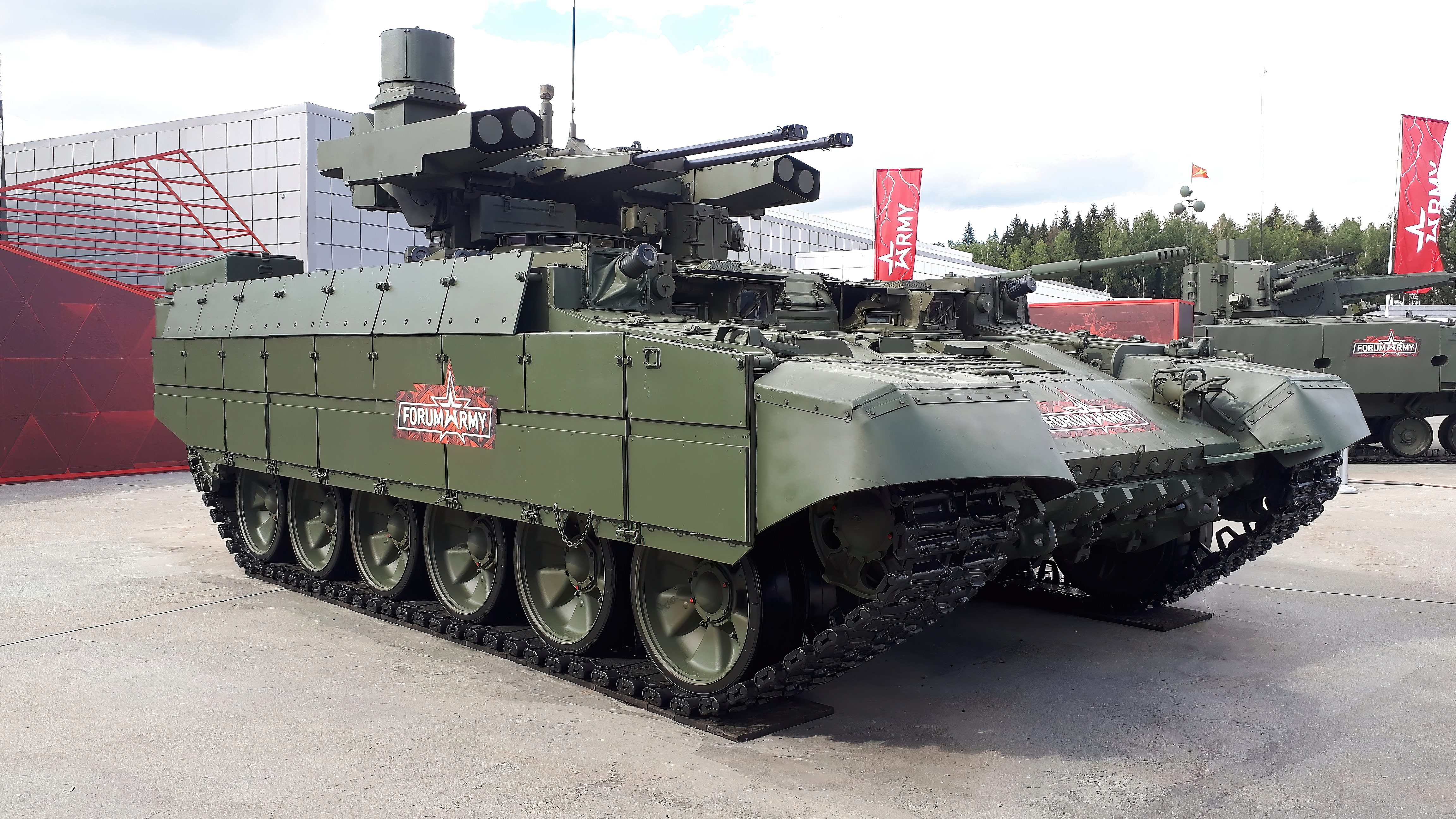
Najnowsza wersja pojazdu – „Terminator-2” (2020)

BMPT „Terminator” (ros. Боевая машина поддержки танков) lub Obiekt 199 „Ramka” – rosyjski ciężki bojowy wóz wsparcia czołgów (ang. Tank Support Fighting Vehicle – TSFV). Zaprojektowany do współdziałania z oddziałami pancernymi, a także piechotą, głównie w czasie walk toczonych na obszarach miejskich podczas konfliktów lokalnych. Idea pojazdu oparta jest głównie na doświadczeniach wojen w Czeczenii.

## Opis konstrukcji
Pojazd został zbudowany w oparciu o podwozie czołgu T-72 MBT, możliwa jest również jego wersja z użyciem podwozia T-90. Jego uzbrojenie składa się z dwóch działek automatycznych kal. 30 mm 2A42 (900 szt. amunicji), jednego karabinu maszynowego PK/PKS (2 000 szt. amunicji), czterech wyrzutni rakiet przeciwpancernych 130 mm 9M120-1 Ataka-T ATGM z laserowym systemem naprowadzania (4 pociski) umieszczonych w bezzałogowej wieży i dwóch granatników automatycznych AGS-17 kal. 30 mm (po 300 szt. amunicji każdy) ulokowanych w przedniej płycie pancerza nad gąsienicami.
Uzbrojenie pojazdu zapewnia mu wyjątkową siłę ognia, który może prowadzić do czterech celów równocześnie pod maks. kątem 45 st. w skutecznym zasięgu do 5 km. Automatyczny system prowadzenia ognia „Ramka” zawiera naprowadzanie telewizyjne, laserowe i optyczne (360-stopniowe). Uzbrojeniem wieży operuje dowódca pojazdu. Dwaj strzelcy, wykorzystując stabilizowane systemy dzienno-nocne, obsługują granatniki AGS-17. Pojazd wyposażony jest w kompatybilne systemy nawigacji satelitarnej: GPS i GLONASS. Maszyna posiada systemy wykrywania namierzania wiązka laserową.
Oprócz głównej jednostki napędowej „Terminator” posiada pomocniczy silnik Diesla, który generuje energię elektryczną umożliwiającą operowanie uzbrojeniem pojazdu, gdy pozostaje on w bezruchu z wyłączoną główną jednostką napędową. Pojazd jest w stanie pokonywać przeszkody wodne do głębokości 5 m.
Pojazd wyposażony jest w pancerz reaktywny uzupełniony ekranami przeciwkumulacyjnymi. Pomimo użycia kadłuba czołgu T-72, dzięki wykorzystaniu silnika z T-90 i nowoczesnym środkom obrony pojazd nie ustępuje konstrukcji T-90, a nawet, dzięki wykorzystaniu reaktywnego pancerza „Relikt”, przewyższa ją. Pojazd wyposażony jest w system ochrony filtrowowentylacyjnej, chroniący go przed atakiem chemicznym i pyłem radioaktywnym, oraz w system obrony elektromagnetycznej, zapewniający mu neutralizację min i ochronę przed fugasami.

## Historia powstania
Prace konstrukcyjne nad pojazdem rozpoczęto w 1998 roku w Uralskim Biurze Konstrukcyjnym Przemysłu Transportowo-Maszynowego w Niżnym Tagile. Po kilku modernizacjach pierwotnego projektu z 2001 roku, polegających głównie na zwiększeniu jego siły ognia (dodano jeszcze jedno działko 2A42, a dwie wyrzutnie rakiet 9M133 Kornet zastąpiono czterema wyrzutniami pocisków 9M120 Ataka-V) w 2006 roku zakończono ostatecznie prace nad pojazdem i wyprodukowano 4 sztuki. Do 2010 roku planowano uruchomić produkcję seryjną, co jednak nie nastąpiło, wtedy też miała być gotowa pierwsza kompania tych pojazdów. Powodem zaniechania prac było to, że przy ich budowie oparto się na konstrukcji czołgów T-72/T-90, podczas gdy trwały prace nad czołgami nowej generacji. Dopiero opóźnienia w budowie nowego czołgu spowodowały powrót do projektu BMP-T. Pierwotna konstrukcja uległa jednak istotnym modyfikacjom – zmniejszono ogólną wagę pojazdu przy zachowaniu jego właściwości mobilnych. Modyfikacjom uległa również wieża pojazdu – zmieniono sposób ułożenia wyrzutni ppk (z pionowego na poziomy) i umieszczono je w pancernych osłonach. Przede wszystkim jednak zmniejszono załogę pojazdu z pięciu do trzech osób. Najnowszą wersję pojazdu zaprezentowano we wrześniu 2013 roku na targach uzbrojenia „Russia Arms EXPO 2013” pod nazwą „Terminator-2”. Był już również inaczej klasyfikowany – BMOP (Bojewaja maszyna ogniewoj poddierżki – Bojowy Wóz Wsparcia Ogniowego) – jako pojazd szerokiego zastosowania.

## Użycie
Pierwsze wozy zostały dostarczone armii rosyjskiej na początku 2005 roku (bliżej nieznana liczba pojazdów wersji z 2000 roku, w którą wyposażono szkołę oficerską w Riazaniu). Pomimo oficjalnych deklaracji o wprowadzeniu pojazdu na uzbrojenie armii rosyjskiej do 2010 roku, w ciągu następnych lat pozostawał on jedynie doświadczalnym, efektownym obiektem wystawowym, prezentowanym na targach uzbrojenia w Rosji i za granicą. W 2010 roku rosyjskie ministerstwo obrony oficjalnie poinformowało o usunięciu „Terminatora” (obok kilku innych projektów) z listy państwowych zamówień obronnych, uznając pojazd za przestarzały, oparty na nienowoczesnych, radzieckich konstrukcjach. Eksperci podkreślali jego słabą i przestarzałą pasywną obronę pancerza, z powodu której pojazd, pomimo dużej i nowoczesnej siły ognia, mógłby być stosunkowo łatwo wyeliminowany z walki już w pierwszych minutach boju. Zbyt liczna załoga i stosunkowo słaba możliwość pokonywania przeszkód wodnych były dla nich dodatkowymi minusami.
W 2011 roku 3 najnowsze wersje maszyny znajdowały się na uzbrojeniu sił zbrojnych Kazachstanu, dostarczone na podstawie kontraktu zawartego rok wcześniej. Aż 300 sztuk tego pojazdu ma posiadać na swoim uzbrojeniu Algieria, która zakupiła je od Federacji Rosyjskiej w latach 2018-2021, stając się jego największym użytkownikiem na świecie.
Kiedy wszystko wskazywało na to, że „Terminator” stanie się porzuconym projektem, nieoczekiwanie w 2017 roku rosyjskie ministerstwo obrony poinformowało o planowanym wprowadzeniu pojazdów na uzbrojenie armii w 2018 roku. Nastąpiło to jednak dwa lata później (2020) i była to już zmodernizowana wersja pojazdu – „Terminator-2”. W „odchudzoną” o dwóch członków załogi i lepiej opancerzoną, modułową i bezzałogową wieżę pojazdu wersji T-72B3M, zaczęto wyposażać 90. Witebsko-Nowogródzką Gwardyjską Dywizję Pancerną na Uralu. Wcześniej po raz pierwszy użyto bojowo tych pojazdów podczas konfliktu w Syrii.
„Terminatory” zostały użyte podczas inwazji Rosji na Ukrainę w 2022 roku. Miano z nich skompletować kompanię (14 pojazdów), którą późną wiosną skierowano w rejon Siewierodoniecka, a następnie w rejon Swatowego w obwodzie ługańskim. Media nie podały żadnych informacji mających świadczyć o sukcesach tej broni. Według analityków, BMPT „Terminator” pokazał się wyłącznie z negatywnej strony. Złożyły się na to: zbyt duża masa, słaba manewrowość i nieadekwatne ze względu na specyfikę działań bojowych uzbrojenie. 9 lutego 2023 Ukraińcy donieśli, że udało im się zniszczyć jeden z tych pojazdów. Rok później (kwiecień 2024) media podawały, że Ukraińcom udało się w całym dotychczasowym konflikcie zniszczyć trzy takie maszyny, z czego jedną bezpowrotnie. W tym samym czasie informowano również, że od produkcja tych pojazdów od momentu wybuch konfliktu (tj. w ciągu dwóch lat) wyniosła dziesięć pojazdów, tj. uległa podwojeniu w stosunku do stanu sprzed wojny. 

## Przeznaczenie
W założeniu jego konstruktorów pojazd przeznaczony jest do współdziałania z dwoma, a w terenie zabudowanym z jednym konwencjonalnym czołgiem. Jest w stanie niszczyć siłę żywą przeciwnika na obszarze 3 km kw. Ma on za zadanie, posiadając wyjątkowo wyspecjalizowany system obrony, osłaniać atakujące czołgi przed bezpośrednimi środkami zwalczania czołgów, jak pociski z ręcznej broni przeciwpancernej, miny itp.; wspierać atakującą piechotę i zwalczać lekko opancerzone pojazdy przeciwnika oraz cele nisko lecące. Siła ognia BMPT zapewnia wsparcie równorzędne dwóm zmechanizowanym plutonom sił konwencjonalnych.